# Губная помада

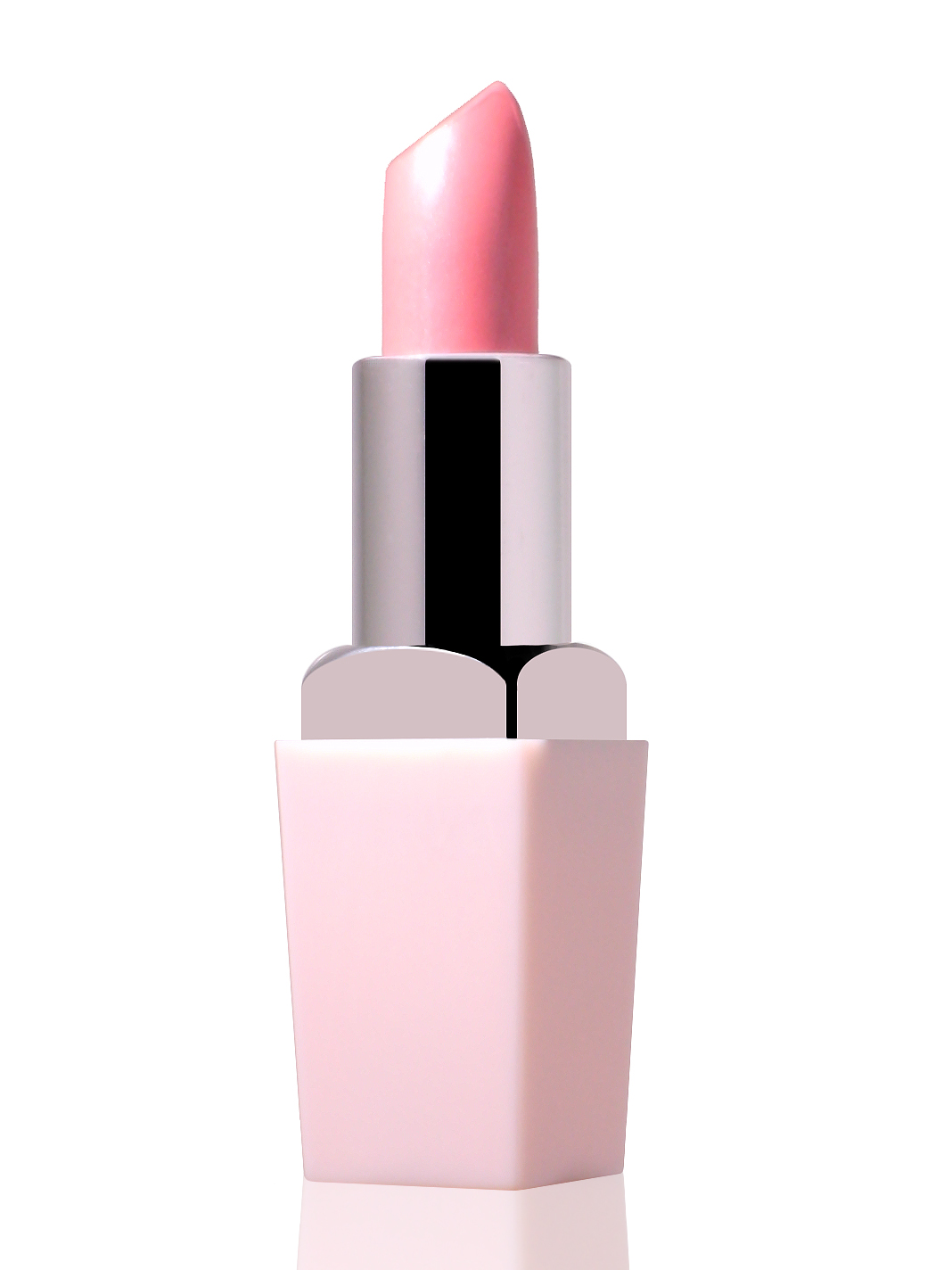
Губная помада

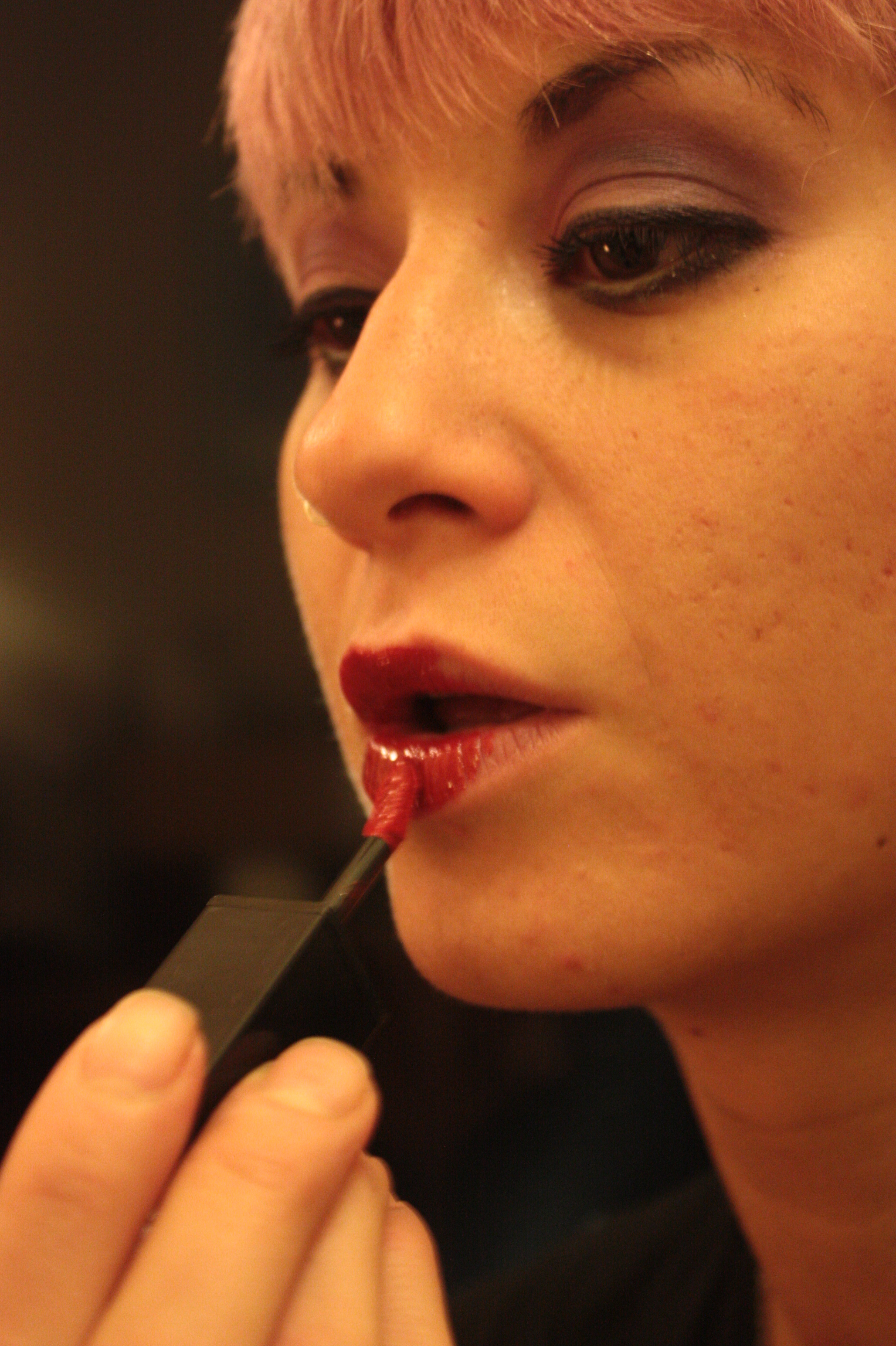
Нанесение помады

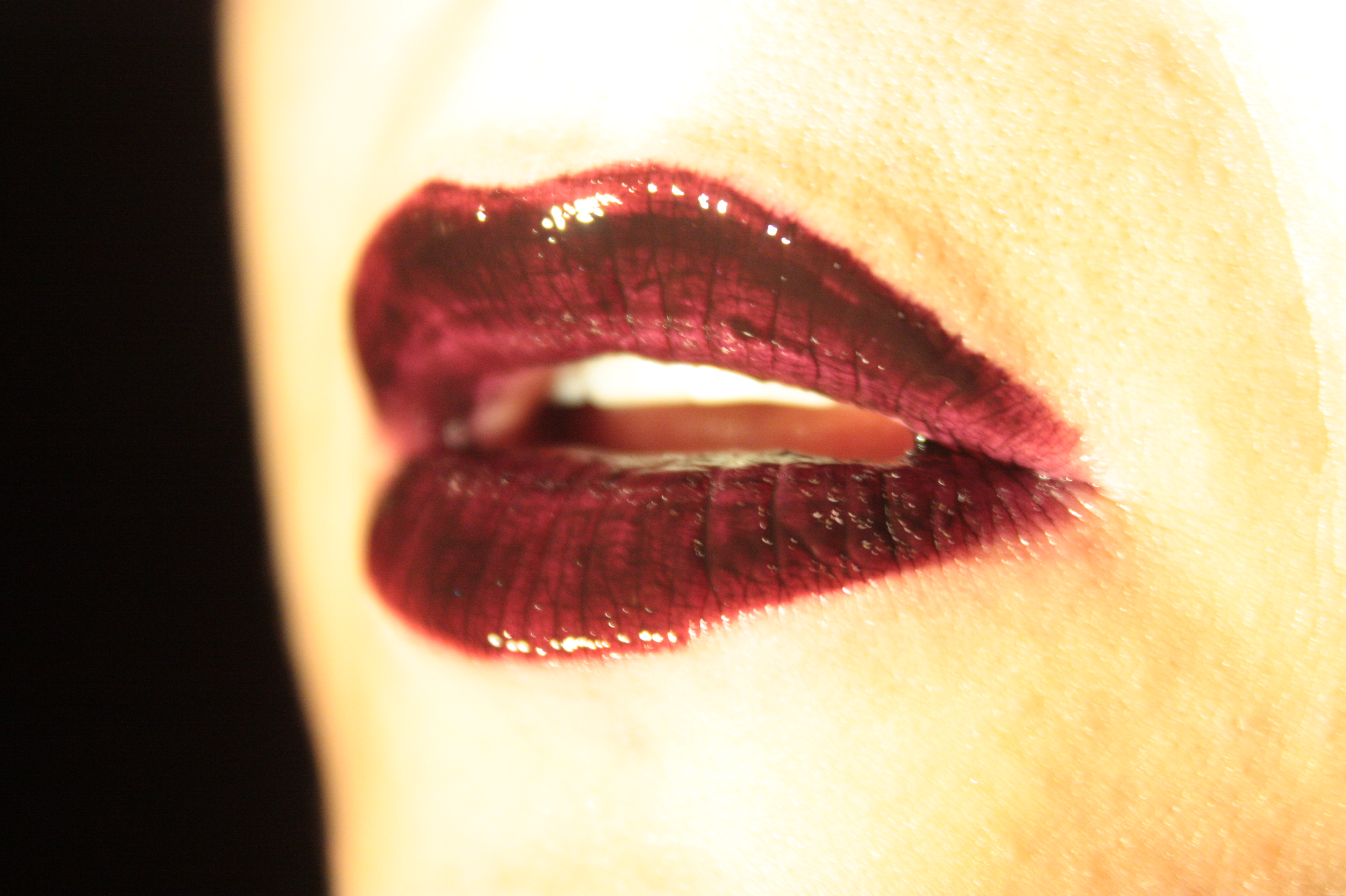
Губы с тёмно-малиновой помадой

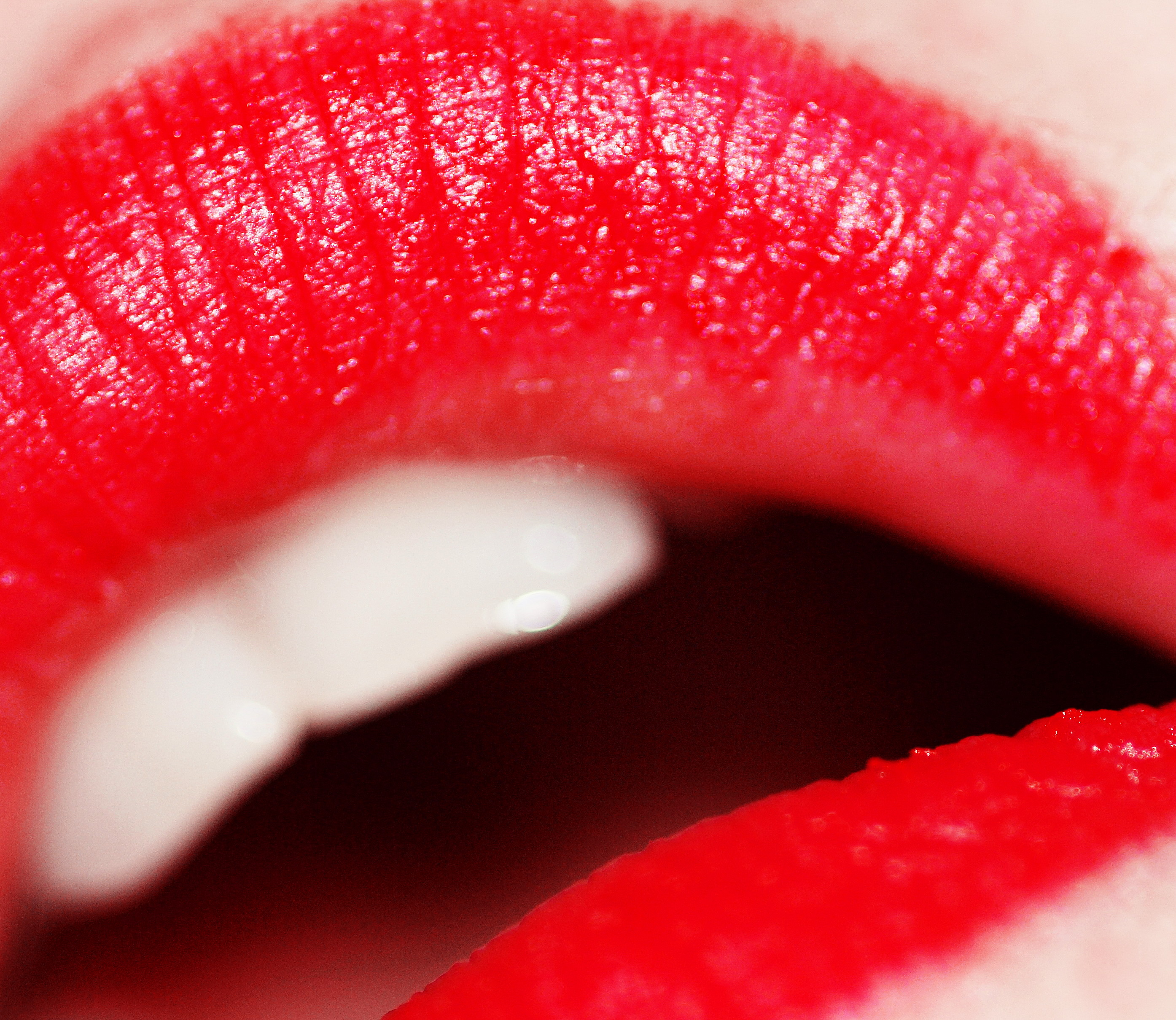
Губы с красной помадой

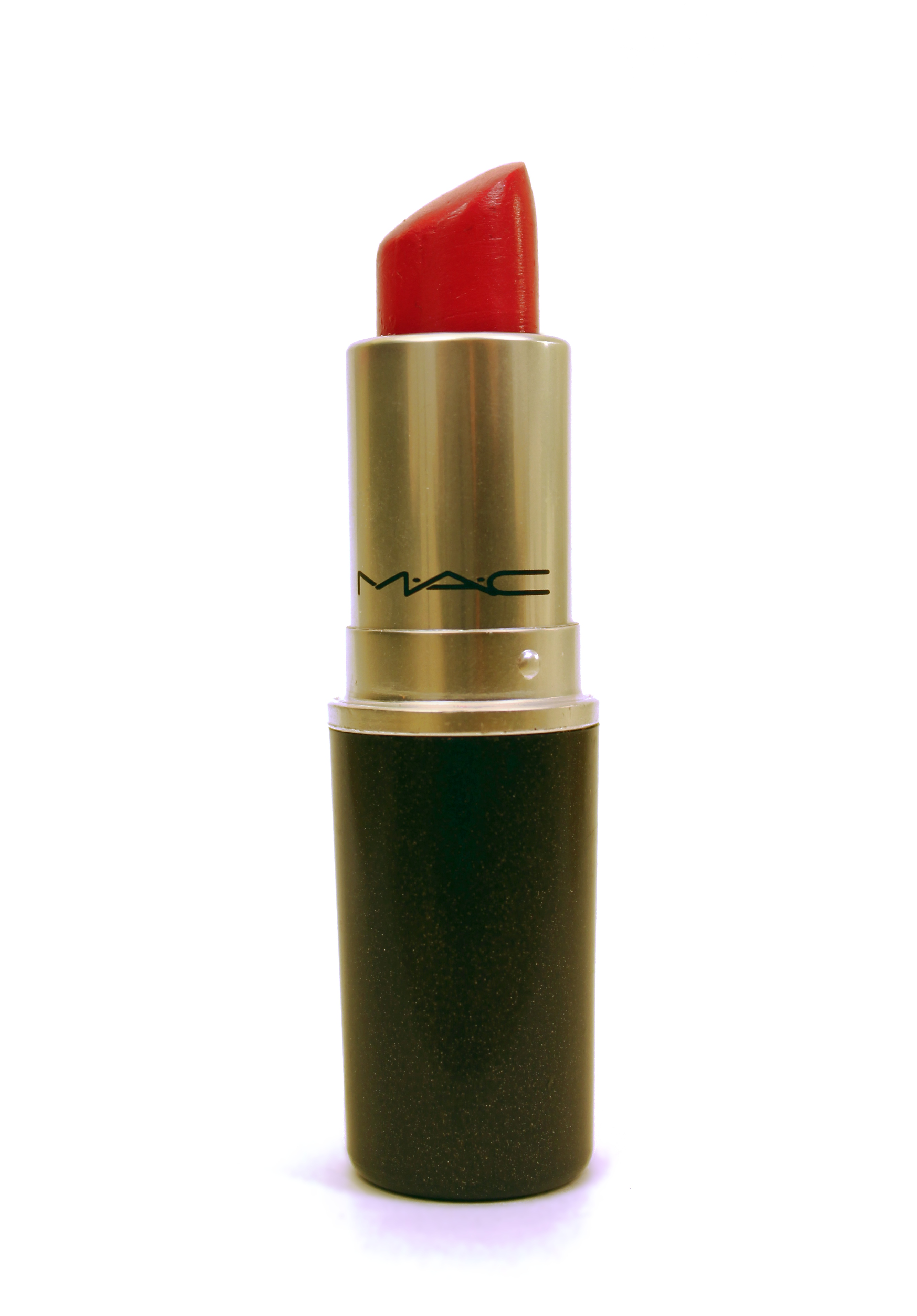
Тюбик помады

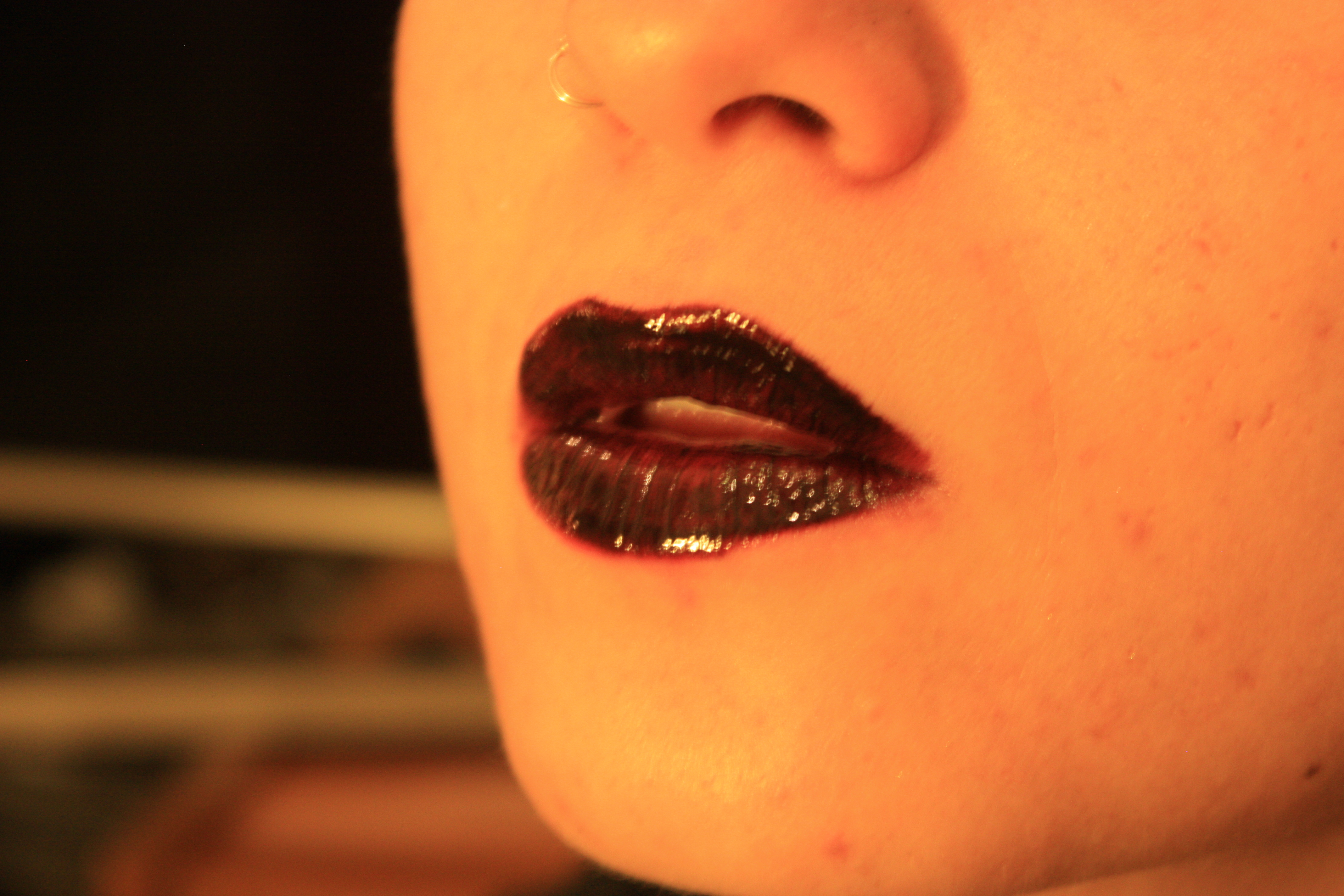
Чёрная помада

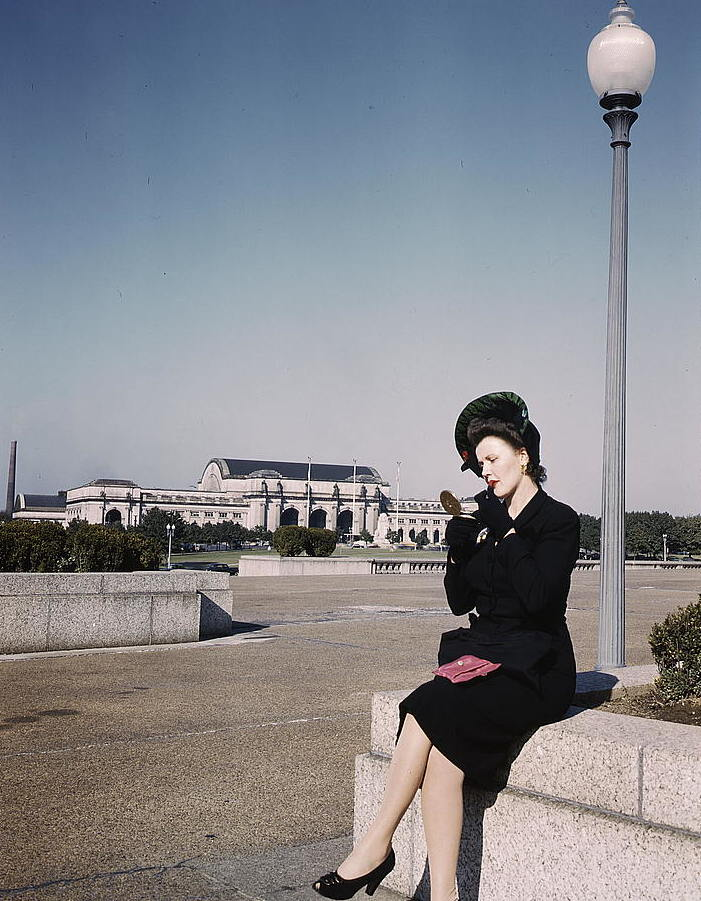
Женщина наносит помаду с помощью компакта в Вашингтоне, 1943 год

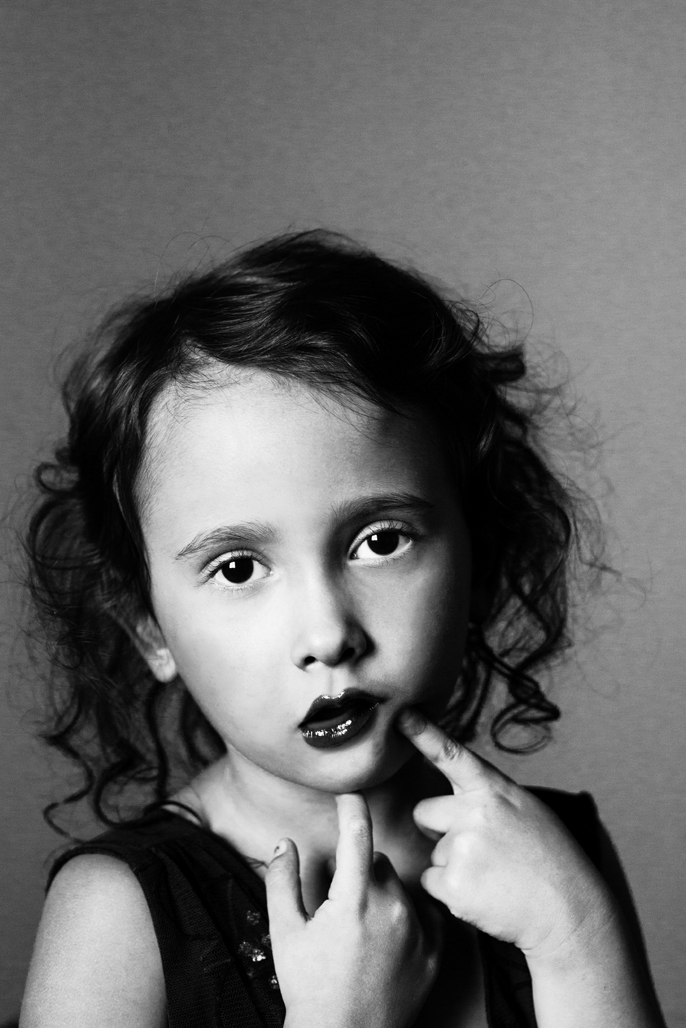
Ребёнок с помадой

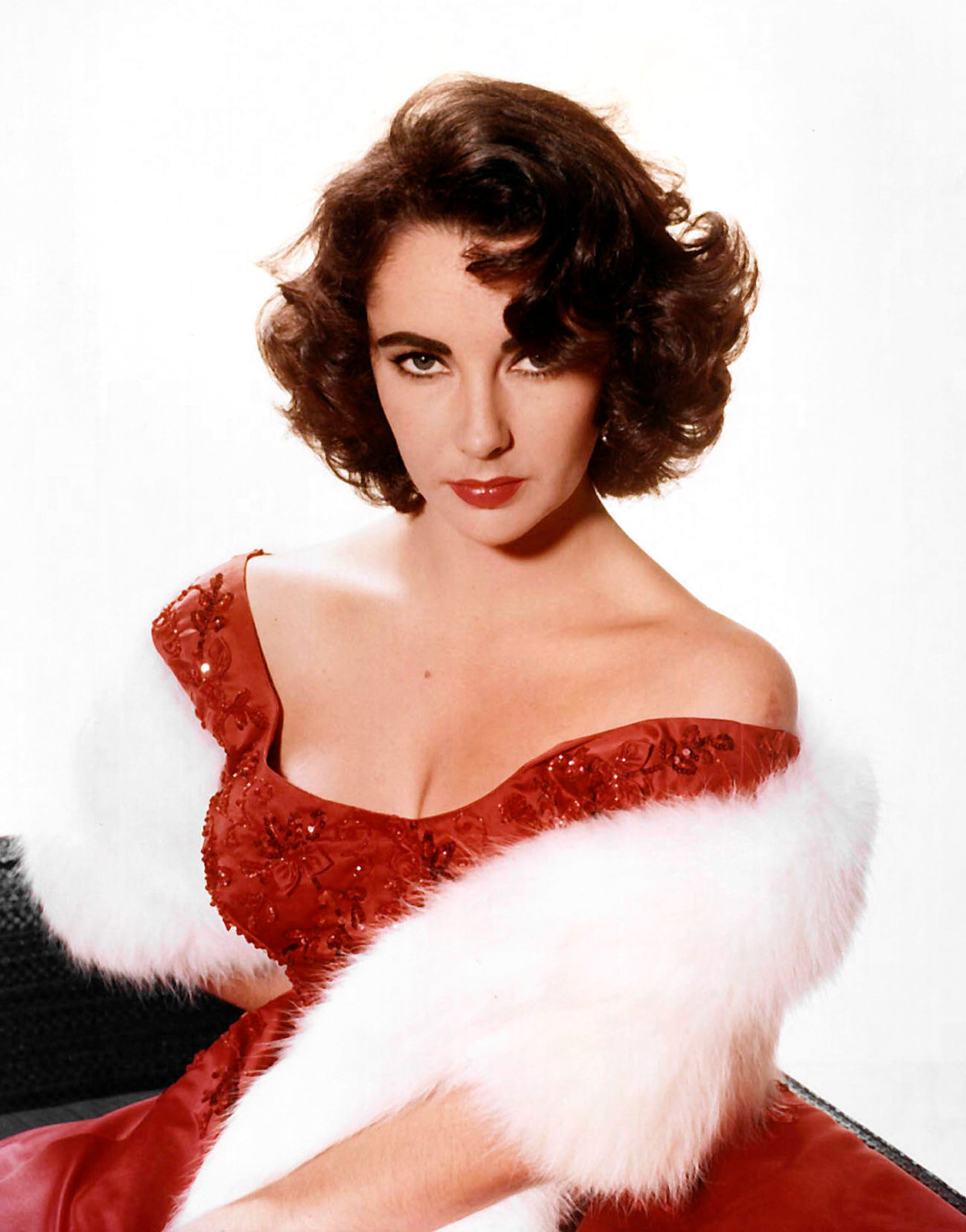
Элизабет Тейлор помогла популяризировать красную помаду

Губна́я пома́да (фр. pommade, итал. pomata из лат. pōmum — «яблоко») — косметический продукт для яркой окраски, защиты и/или увлажнения губ. Состоит из красок, воска, спермацета, вазелинового масла, масла-какао, ароматических и других веществ.

## Виды
Существует несколько разновидностей помад:
- увлажняющие;
- питательные;
- стойкие;
- гигиенические;
- матовые;
- атласные;
- глянцевые;
- увеличивающие объём;

## Состав
Основные компоненты помады: основа, добавки, красящая смесь, отдушки.
Воск определяет форму помады, обеспечивают её прочность и пластичность. Изначально для производства губной помады использовался натуральный пчелиный воск, но он является сильным аллергеном, таким же как мёд и другие продукты пчеловодства. Сегодня высококачественную помаду чаще всего изготавливают на основе натуральных восков растительного происхождения.
Масла. Основное масло для производства губной помады — касторовое. Главным его достоинством является устойчивость к окислению. В значительно меньших количествах производители помад используют масла кокоса и ши. Также масла используются в качестве добавок.
Красители. Исторически первым красителем, применённым в производстве губных помад, был кармин. Цвет этого пигмента может изменяться от серого до пурпурно-фиолетового.
Добавки. Среди добавок, входящих в состав губной помады, наиболее часто встречаются витамины A и E. Добавки обладают противовоспалительным действием, содержат растительные масла, экстракты и солнцезащитные фильтры. Чтобы продлить срок службы помады, в её жировую основу обязательно вводят антиокислители и консерванты. Также в современную помаду добавляют пленкообразующие компоненты (полимеры и силикатные производные, обеспечивающие помаде блеск и стойкость). Полимеры образуют тончайшие покрытия на коже губ. Это покрытие-плёнка обеспечивает устойчивость и предохраняет губы от потери влаги.
Отдушка скрывает запах сырья губной помады и придает ей свой запах.

## История
Впервые помаду стали использовать в Месопотамии примерно 5000 лет назад. Краска для губ была известна уже в Древнем Египте. Там она изготавливалась из красного пигмента, пчелиного воска и животного жира. Египтянки предпочитали помады тёмных оттенков.
Из Египта помада попала в Древнюю Грецию, а затем и в Рим. Однако в этих странах нашлись как и сторонники, так и противники краски для губ. Одним из главных противников стал знаменитый Клавдий Гален. Гален вовсе не был противником косметики — он лишь пытался предостеречь женщин от использования опасных косметических средств. Это обуславливалось тем, что в те времена в помаду добавлялись пигменты, которые являлись ядовитыми (сурик, киноварь). Однако женщины продолжали использовать помаду.
Христианская церковь также отрицательно относилась к любым искусственным изменениям во внешности. В XIV веке католическая церковь запретила косметические средства: папская булла провозгласила, что красящиеся женщины искажают образ Девы Марии. В этот период Святая инквизиция имела право арестовать за святотатство женщин, красящих губы.
В 1883 году на всемирной выставке в Амстердаме французские парфюмеры представили завернутую в шёлковую бумагу помаду в форме карандаша.
Популяризации помады способствовала знаменитая актриса Сара Бернар. Она прямо-таки боготворила это «великое открытие XIX века» и дала ему своё название «stylo d’Amour» (с фр. — «палочка любви»).
Авторство помады в тюбике принадлежит фирме Guerlain. Появление первой помады в металлической упаковке (в США, 1915) породило «помадный бум», ведь пользоваться помадой стало удобно.
Первой помадой стала Ne m’oubliez pas (с фр. — «Незабываемая»), созданная на основе розового воска. Она продавалась в футляре с поршневым механизмом, который был очень удобен, поскольку позволял использовать помаду полностью, до самого конца. Футляр имел сменные блоки.
В 1920 году Елена Рубинштейн выпустила первый тюбик губной помады, получившей название Valaz Lip-Listre; губная помада от Рубинштейн стала явлением почти революционным — если ранее позволить себе это косметическое средство могли лишь женщины с высоким доходом, то Valaz Lip-Listre стала продуктом исключительно демократичным, стоимость которого не превышала нескольких долларов. В тридцатых годах Хэзел Бишоп, основательница одноимённого косметического бренда, создала ещё одну революционную новинку — губную помаду, устойчивую к поцелуям.
В 1949 году в США были сконструированы первые машины для выпуска помады в её сегодняшнем виде — в металлическом или пластиковом тюбике.

## Интересные факты
- Со времени мирового финансового кризиса 1929 года в экономике существует так называемый «эффект губной помады». В тяжёлые времена потребители стараются экономить и перестают тратить деньги на крупные и дорогие вещи. Продажи автомобилей снижаются, падает количество проданного жилья, всё меньше покупают бытовой техники и мебели. Но косметику как мелкий и необременительный для бюджета продукт продолжают покупать. Так, промышленное производство США в 1929—1933 годы сократилось вдвое, а прибыль косметических компаний, наоборот, выросла.